# Bubú de Willard
El bubú de Willard (Laniarius willardi) és un ocell de la família dels malaconòtids (Malaconotidae).

## Hàbitat i distribució
Habita la malesa dels boscos de la falla Albertina, a Burundi i Uganda.

## Taxonomia
Espècie descrita recentment (Voelker et al. 2010).